# プチ・ビスケット
プチ・ビスケット（Petit Biscuit、1999年11月10日 - ）は、フランスのDJ、音楽プロデューサー、作曲家。本名はメディ・ベンジョルン (Mehdi Benjelloun) 。

## 生い立ち
プチ・ビスケットの出身はフランス・ルーアンで、モロッコ人の父親とフランス人の母親の間に生まれた。「プチ・ビスケット」という名前は、彼の祖母が作ったビスケットが好きだったことに由来する。彼の祖母は、ビスケットを食べさせながら愛情を込めて「私の小さなビスケットちゃん」と呼んでいたという。
音楽を始めたのは5歳のころ。ストリートミュージシャンのチェロの演奏を見て母親に「僕もチェロを演奏してみたい」と言ったのがきっかけで音楽教室に通うことになる。その後、ギターやピアノもマスターし、さらにオーケストラで演奏をするなど、クラシック音楽の道を進んでいたが、ある時、インターネットでDTMの映像を見たことでDTMに興味を抱く。
2017年7月、フランスの芸術系高等教育機関であるコンセルヴァトワールを卒業。

## 経歴
プチ・ビスケットが16歳のころ、SoundCloudへの作品の投稿を始め、2015年にデビューシングル『Alone』、2016年にファーストEP『Petit Biscuit』をリリース。同EPの収録曲である「Sunset Lover」はストリーミング総数5億回以上となった。
2017年11月10日、ファーストアルバム『Presence』をリリース。同アルバム内でリド、バイポーラ・サンシャイン、コーシャス・クレイらと共演。同アルバムは第33回ヴィクトワール・ドゥ・ラ・ムジーク賞にノミネートされた。
2018年4月15日、コーチェラ・フェスティバルで初演奏。その後、アメリカ、イギリス、オランダ、メキシコ、カナダなどでライブツアーを開催。8月には初来日し、サマーソニックに出演した。
2019年には、シングル『Wide Awake』『We Were Young featuring JP Cooper』をリリース。翌2020年10月30日には自身のレーベル「Écurie」からセカンドアルバム『Parachute』をリリースした。